# Europavägen historiska teatrar
Europavägen historiska teatrar är en europeisk kultur- och temaväg som leder genom tio länder. Vägen sammanknyter betydande historiska teatrar från tidsperioden 1500-tal till 1800-tal.
Kulturvägen inrättades 2003 av den tyska ideella organisationen Perspectiv – Gesellschaft der historischen Theater Europas e.V.  Den tyska beteckningen är Europastraße Historische Theater. Projektet stöds av EU. "Europavägen historiska teatrar" är uppdelat på fem delsträckor eller rutter:  Norden-rutten, Tyskland-rutten, Engelska kanal-rutten, Italien-rutten och Kejsar-rutten. Kejsar-rutten öppnades i slutet av år 2011 och går genom Österrike och Tjeckien. Varje delsträcka innehåller mellan nio och tolv städer med lång teatertradition.
Den nordiska rutten sträcker sig genom Danmark, Norge och Sverige. Den svenska delen av Europavägen för historiska teatrar  innehåller fem stationer: Drottningholms slottsteater, Ulriksdals slottsteater, Hedemora Gamla Theater, Gamla teatern i Vadstena och Ystads teater. I Danmark upptas Hofteatret på Christiansborgs slott och i Norge Fredrikshalds teater i Halden.
I Tyskland märks bland annat rokokoteatern i Neues Palais i Brandenburg (1769), Markgräfliches Opernhaus i Bayreuth (1748) och Ekhof-Theater i Gotha (1683). Engelska kanal-rutten innehåller bland annat Théâtre Royal du Parc i Bryssel (1782), Drury Lane Theatre (1663), Royal Opera House (1856) båda i London. Italien-rutten upptar bland annat Teatro Olimpico (1585) i Vicenza, Teatro all'Antica (1590) i Sabbioneta och Teatro Farnese (1618) i Parma.

## Bilder, teatrar i urval

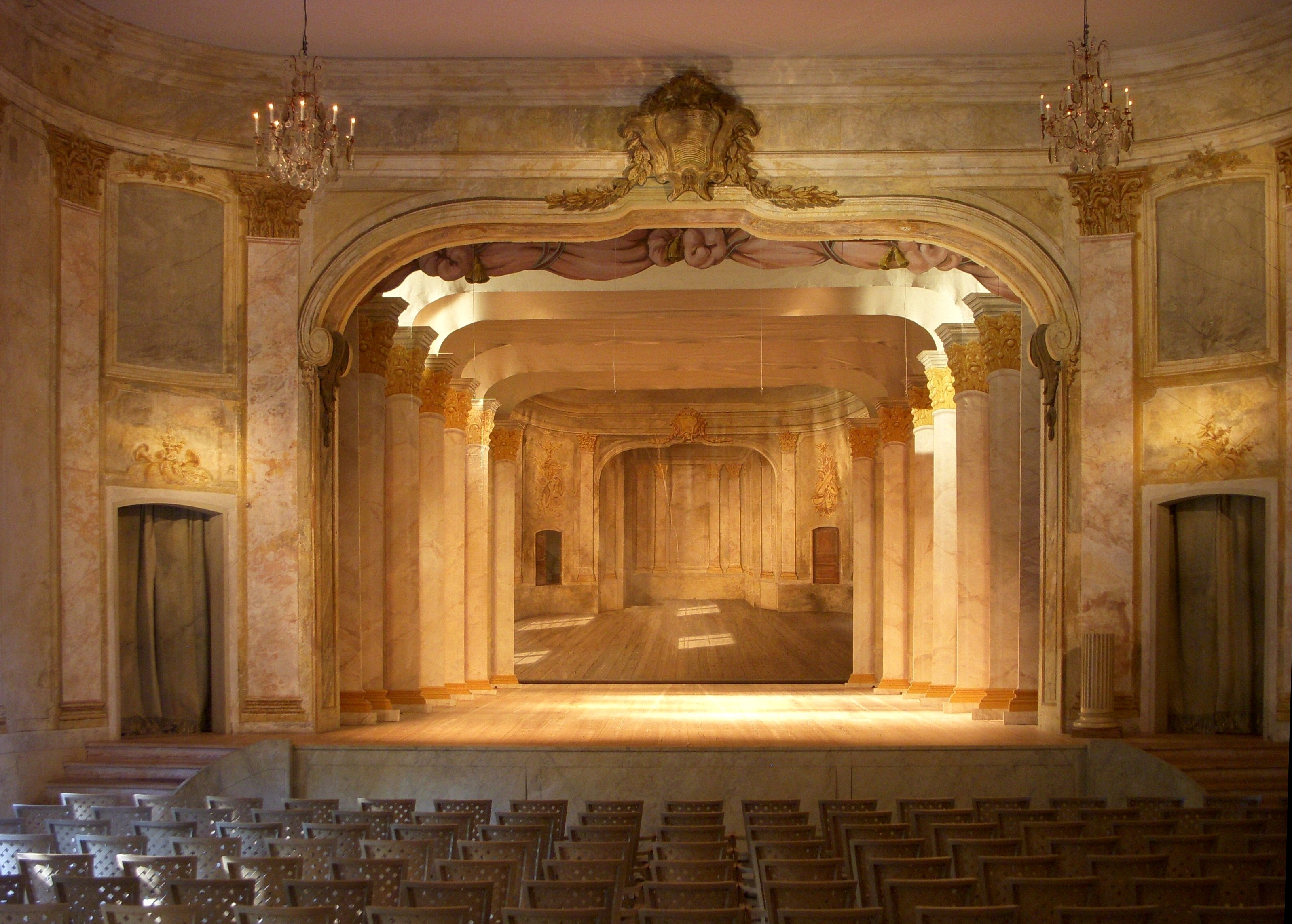
Ulriksdals slottsteater, 2011
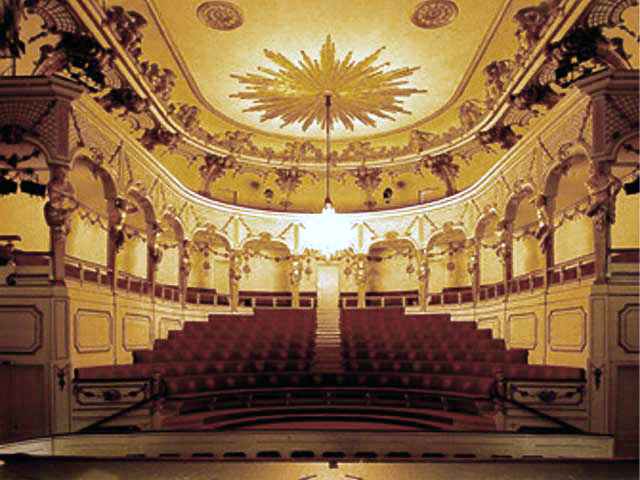
Neues Palais, 2005
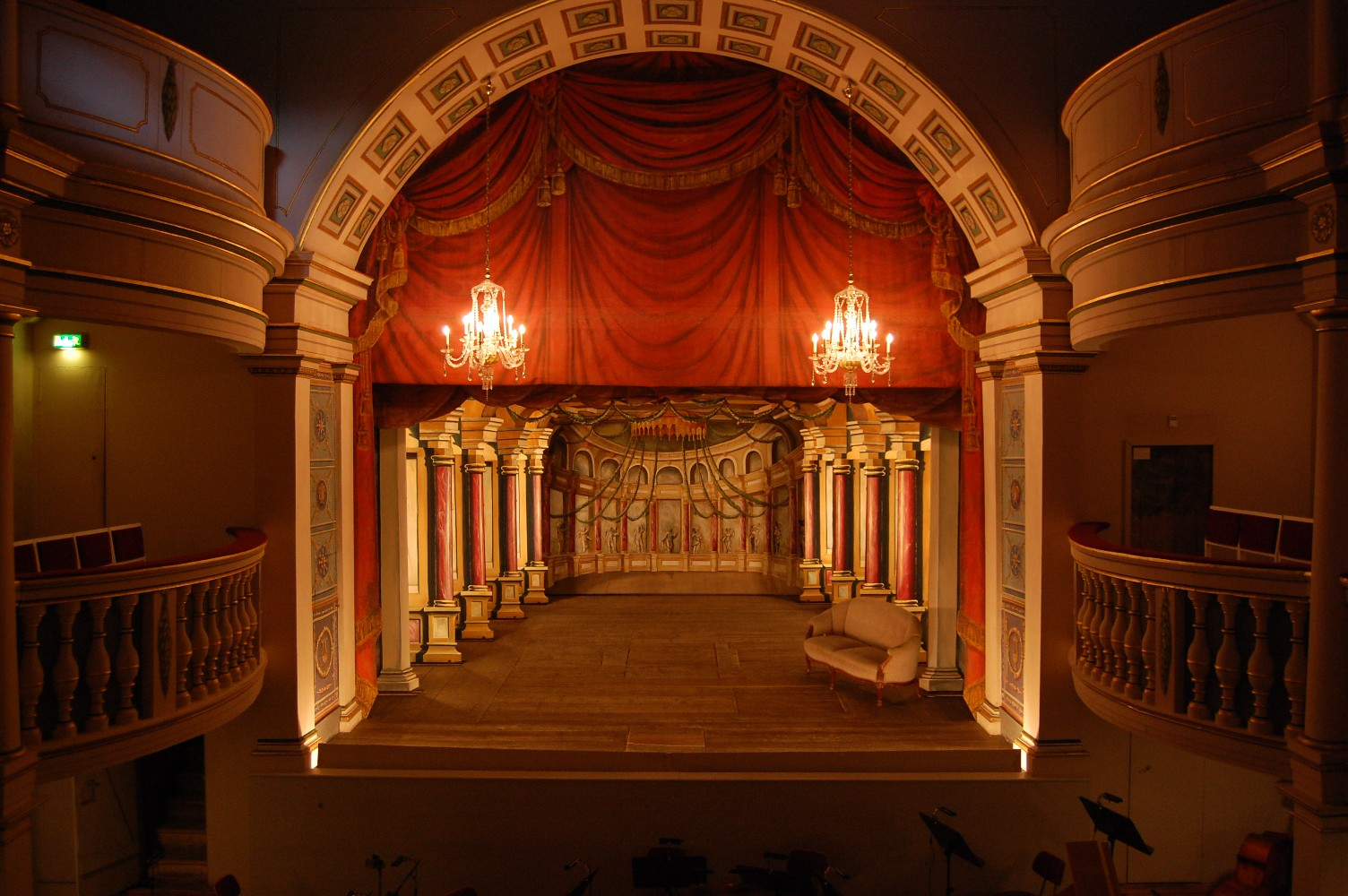
Ekhofteatern, 2011
Royal Opera House (Covent Garden Theatre), 1808

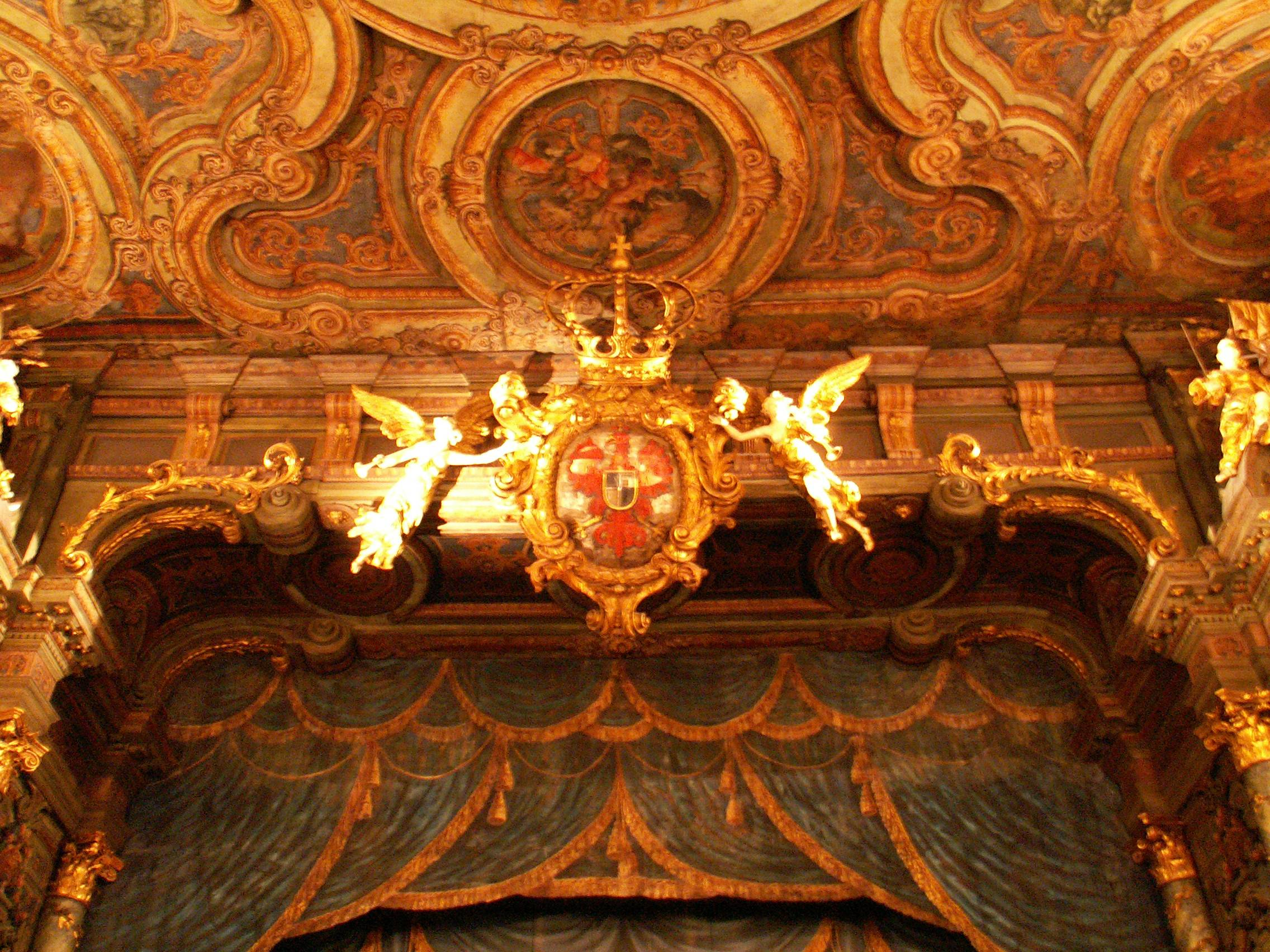
Markgräfliches Opernhaus, 2006
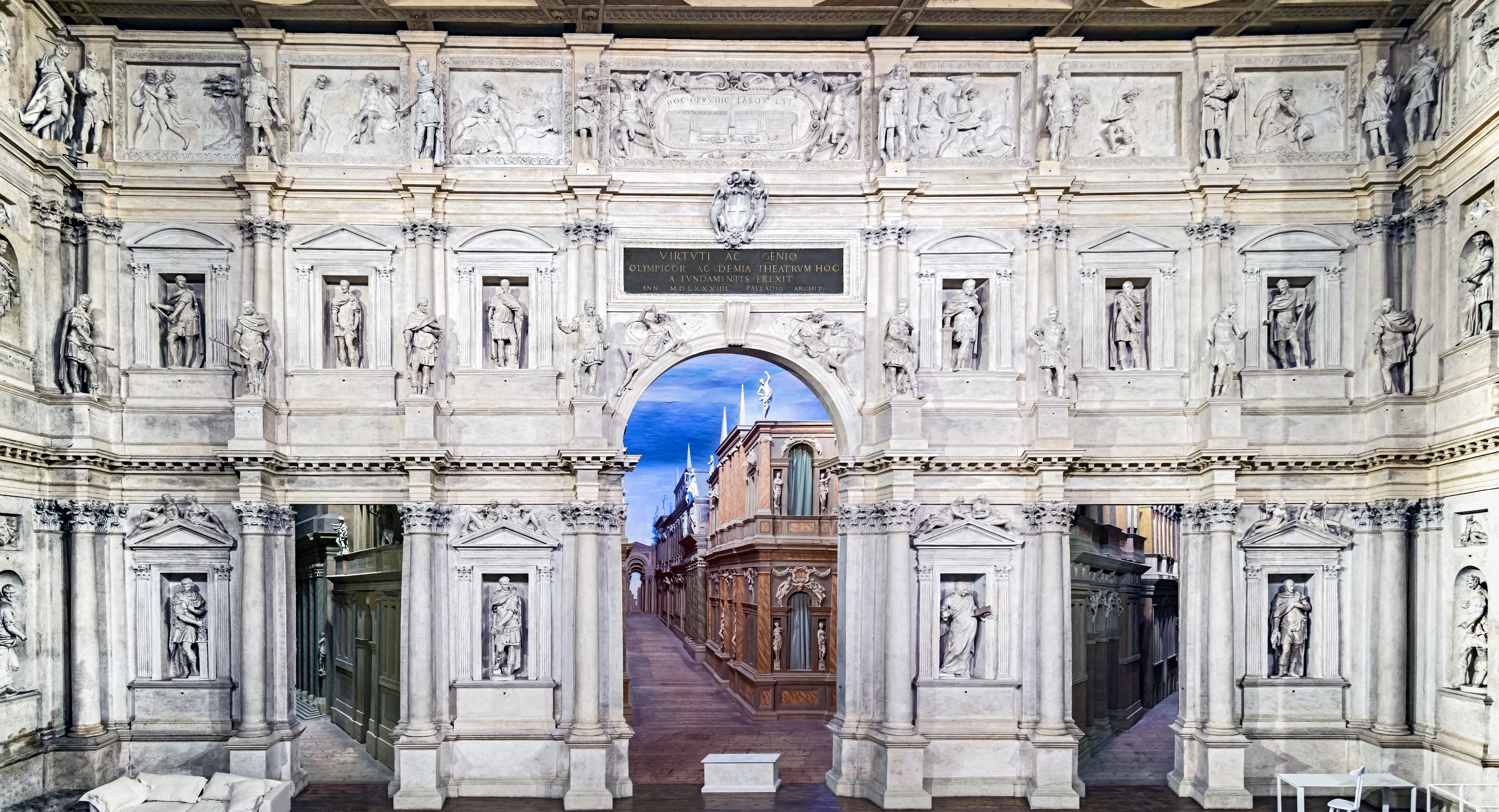
Teatro Olimpico, 2016
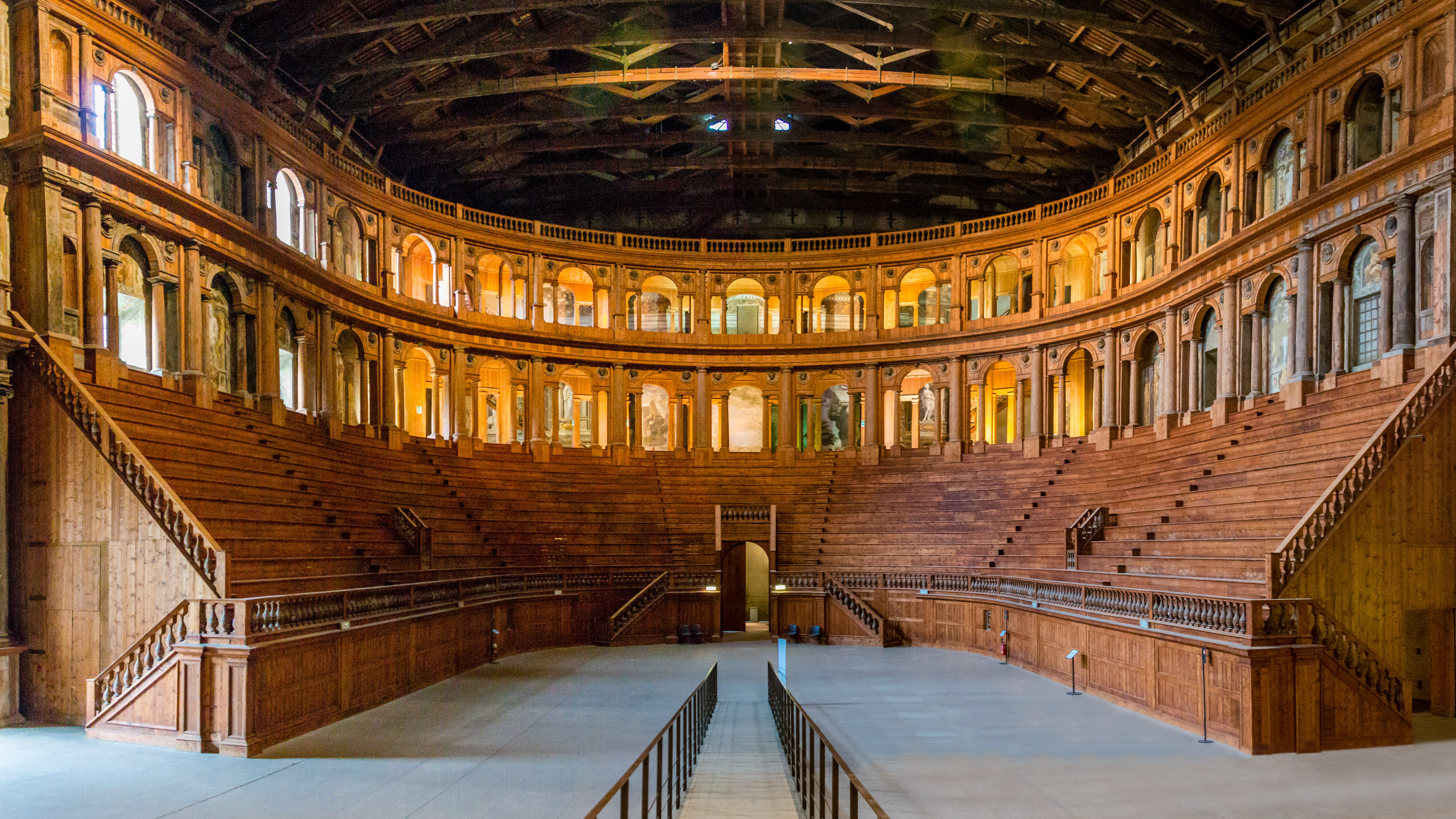
Teatro Farnese, 2008
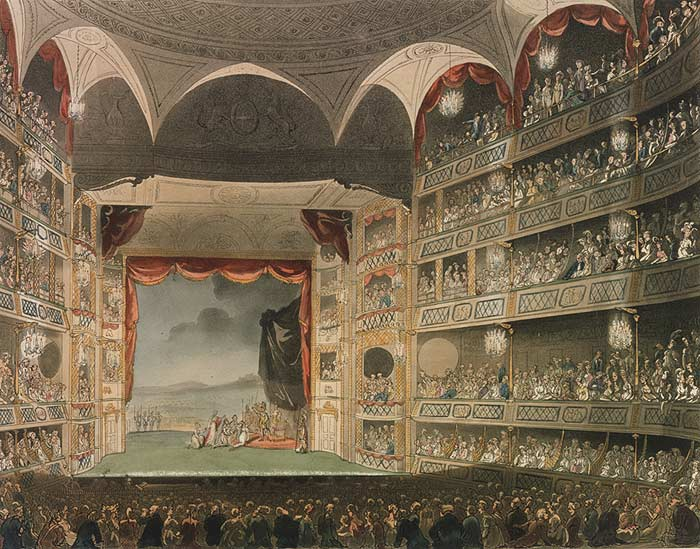
Drury Lane Theatre, 1808